# Geothelphusa
Geothelphusa is een geslacht van kreeftachtigen uit de klasse van de Malacostraca (hogere kreeftachtigen).

## Soorten
- Geothelphusa albogilva Shy, Ng & Yu, 1994
- Geothelphusa amagui Naruse & Shokita, 2009
- Geothelphusa ancylophallus Shy, Ng & Yu, 1994
- Geothelphusa aramotoi Minei, 1973
- Geothelphusa bicolor Shy, Ng & Yu, 1994
- Geothelphusa caesia Shy, Ng & Yu, 1994
- Geothelphusa candidiensis Bott, 1967
- Geothelphusa chiui Minei, 1974
- Geothelphusa cilan Shy, Shih & Mao, 2014
- Geothelphusa cinerea Shy, Ng & Yu, 1994
- Geothelphusa dehaani (White, 1847)
- Geothelphusa dolichopodes Shy, Ng & Yu, 1994
- Geothelphusa eucrinodonta Shy, Ng & Yu, 1994
- Geothelphusa eurysoma Shy, Ng & Yu, 1994
- Geothelphusa exigua Suzuki & Tsuda, 1994
- Geothelphusa ferruginea Shy, Ng & Yu, 1994
- Geothelphusa fulva Naruse, Shokita & Shy, 2004
- Geothelphusa gracilipes Shy, Ng & Yu, 1994
- Geothelphusa grandiovata Naruse, Shokita & Ng, 2006
- Geothelphusa haituan W.-J. Chen, Hsu & J. H. Cheng, 2007
- Geothelphusa hirsuta S. H. Tan & H.-C. Liu, 1998
- Geothelphusa holthuisi Shih, Shy & J.-H. Lee, 2010
- Geothelphusa iheya Naruse, Shokita & Ng, 2006
- Geothelphusa ilan Shy, Ng & Yu, 1994
- Geothelphusa koshikiensis Suzuki & Kawai, 2011
- Geothelphusa kumejima Naruse, Shokita & Ng, 2006
- Geothelphusa lanyu Shy, Ng & Yu, 1994
- Geothelphusa leeae Shy, 2005
- Geothelphusa leichardti
- Geothelphusa levicervix (Rathbun, 1898)
- Geothelphusa lili W.-J. Chen, J. H. Cheng & Shy, 2005
- Geothelphusa lutao Shy, Ng & Yu, 1994
- Geothelphusa makatao Shih & Shy, 2009
- Geothelphusa marginata Naruse, Shokita & Shy, 2004
- Geothelphusa marmorata Suzuki & Okano, 2000
- Geothelphusa minei Shy & Ng, 1998
- Geothelphusa mishima Suzuki & Kawai, 2011
- Geothelphusa miyakoensis Shokita, Naruse & Fuji, 2002
- Geothelphusa miyazakii (Miyake & Chiu, 1965)
- Geothelphusa monticola Shy, Ng & Yu, 1994
- Geothelphusa nanao Shy, Ng & Yu, 1994
- Geothelphusa nanhsi Shy, Ng & Yu, 1994
- Geothelphusa obtusipes Stimpson, 1858
- Geothelphusa olea Shy, Ng & Yu, 1994
- Geothelphusa pingtung S. H. Tan & H.-C. Liu, 1998
- Geothelphusa sakamotoana (Rathbun, 1905)
- Geothelphusa shernshan W.-J. Chen, J. H. Cheng & Shy, 2005
- Geothelphusa shokitai Shy & Ng, 1998
- Geothelphusa siasiat Shih, Naruse & Yeo, 2008
- Geothelphusa takuan Shy, Ng & Yu, 1994
- Geothelphusa tali Shy, Ng & Yu, 1994
- Geothelphusa taroko Shy, Ng & Yu, 1994
- Geothelphusa tawu Shy, Ng & Yu, 1994
- Geothelphusa tenuimanus (Miyake & Minei, 1965)
- Geothelphusa tsayae Shy, Ng & Yu, 1994
- Geothelphusa wangi Shy, Ng & Yu, 1994
- Geothelphusa wutai Shy, Ng & Yu, 1994
- Geothelphusa yangmingshan Shy, Ng & Yu, 1994